# Яркополенский сельский совет (Джанкойский район)
Яркополенский сельский совет (укр. Яркополенська сільська рада, крымскотат. Yarkoye Pole köy şurası) — согласно законодательству Украины — административно-территориальная единица в Джанкойском районе Автономной Республики Крым, расположенная в южной части района, в степной зоне полуострова, у границы с Красногвардейским районом. Население по переписи 2001 года — 2470 человек.
К 2014 году сельсовет состоял из 8 сёл:

| - Яркое Поле - Арбузовка - Весёлое - Дубровка | - Находка - Отрадное - Славянка - Тимирязево |

## История
Яркополенский сельсовета, судя по доступным источникам, был образован в 1950-х годах, поскольку на 15 июня 1960 года он уже числился в составе Красногвардейского района и на эту дату в его составе числились населённые пункты:

| - Арбузовка - Весёлое - Вольное - Дубровка | - Македоновка - Находка - Отрадное | - Славянка - Тимирязево - Яркое Поле |

1 января 1965 года, указом Президиума ВС УССР «О внесении изменений в административное районирование УССР — по Крымской области», совет включили в состав Джанкойского района и в его составе также был создан Яркополенский сельский совет. К 1968 году ликвидирована Македоновка. На 1 января 1977 года состав совета не изменился. С 12 февраля 1991 года сельсовет в восстановленной Крымской АССР, 26 февраля 1992 года переименованной в Автономную Республику Крым. 15 февраля 1995 года образован Вольновский поссовет с пгт Вольное. С 21 марта 2014 года в составе Крыма аннексирован Россией. Законом «Об установлении границ муниципальных образований и статусе муниципальных образований в Республике Крым» от 4 июня 2014 года территория административной единицы была объявлена муниципальным образованием со статусом сельского поселения.